# Sames (Pyrénées-Atlantiques)
Pour les articles homonymes, voir Sames.
Sames (en basque: Samatze) est une commune française située dans le département des Pyrénées-Atlantiques, en région Nouvelle-Aquitaine.
Le gentilé est Samot, ou Samaztar en basque.

## Géographie

### Localisation
La commune de Sames se trouve dans le département des Pyrénées-Atlantiques, en région Nouvelle-Aquitaine.
Elle se situe à 83 km par la route de Pau, préfecture du département, à 36 km de Bayonne, sous-préfecture, et à 27 km de Mouguerre, bureau centralisateur du canton de Nive-Adour dont dépend la commune depuis 2015 pour les élections départementales.
La commune fait en outre partie du bassin de vie de Peyrehorade.
Les communes les plus proches sont : 
Hastingues (1,3 km), Orthevielle (3,2 km), Guiche (4,1 km), Bidache (4,7 km), Oeyregave (4,8 km), Port-de-Lanne (4,9 km), Peyrehorade (5,1 km), Bardos (6,7 km).
Sur le plan historique et culturel, Sames fait partie de la province de la Basse-Navarre, un des sept territoires composant le Pays basque,. La Basse-Navarre en est la province la plus variée en ce qui concerne son patrimoine, mais aussi la plus complexe du fait de son morcellement géographique. Depuis 1999, l'Académie de la langue basque ou Euskalzaindia divise la Basse-Navarre en six zones,. La commune est dans le pays d’Agramont (Agaramonte), au nord de ce territoire.

### Communes limitrophes
Les communes limitrophes sont Hastingues, Orthevielle, Port-de-Lanne, Sainte-Marie-de-Gosse et Guiche.
| Sainte-Marie-de-Gosse (Landes) | Port-de-Lanne (Landes) | Orthevielle (Landes) |
|                                | Sames                  |                      |
| Guiche                         |                        | Hastingues (Landes)  |

### Hydrographie

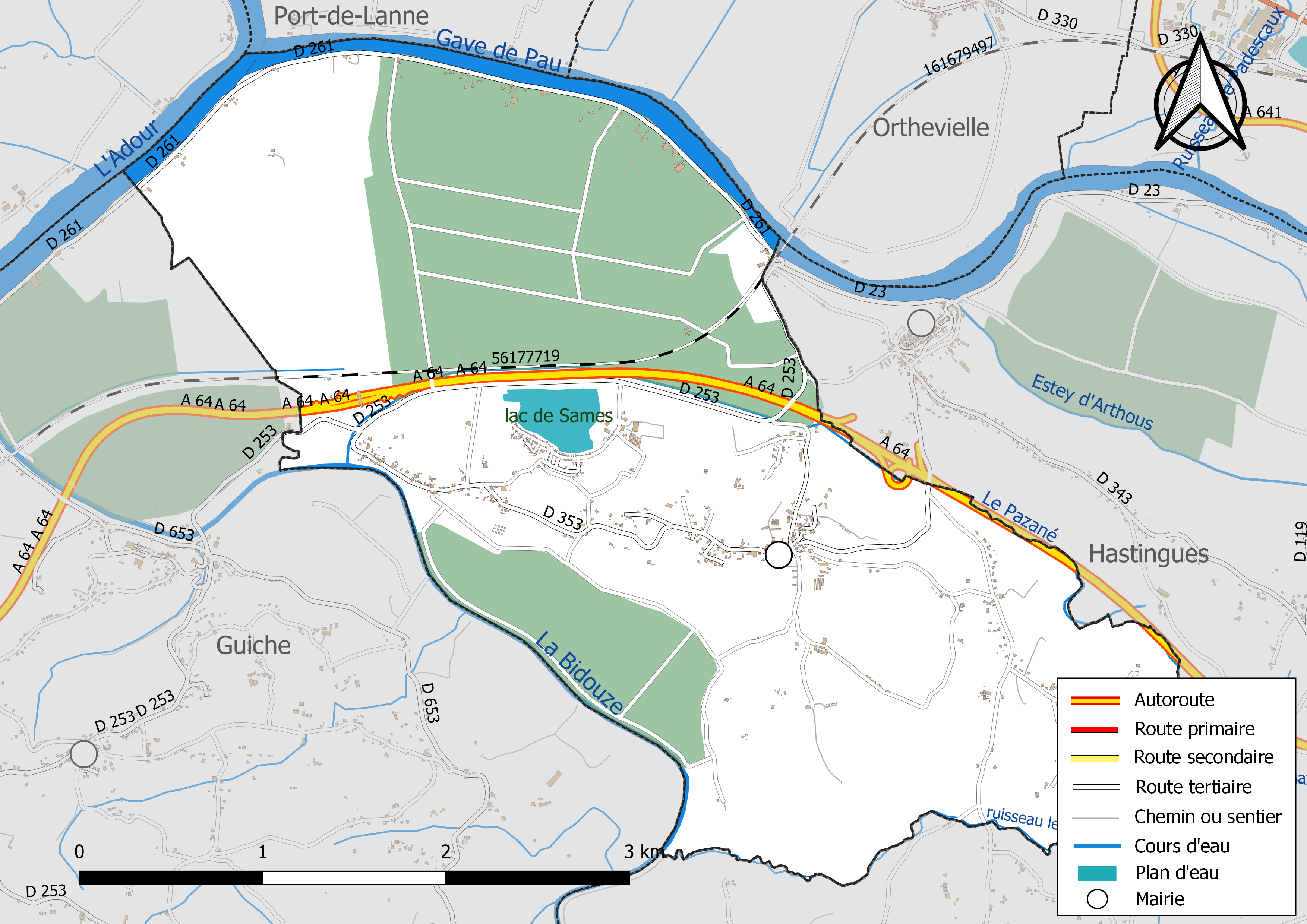
Réseaux hydrographique et routier de Sames.

Les terres de la commune sont arrosées par l'Adour et par ses affluents : d'une part les gaves réunis, une puissante rivière constituée, quelques kilomètres en amont, de la confluence du gave d'Oloron et du gave de Pau, d'autre part la Bidouze, issue du cœur de la province basque de Basse-Navarre, dans la forêt des Arbailles, ainsi que par les tributaires locaux de celle-ci, les deux ruisseaux le Pazané et le Chioulat (ce dernier parfois nommé le Mouliac). L'ancien ruisseau d'Arrihons (aujourd'hui Rigons), qui semble avoir alimenté autrefois un moulin à eau, a été transformé au XIXe siècle en canal de drainage.

### Climat
Pour des articles plus généraux, voir Climat de la Nouvelle-Aquitaine et Climat des Pyrénées-Atlantiques.
Historiquement, la commune est exposée à un micro climat océanique basque.  
En 2020, Météo-France publie une typologie des climats de la France métropolitaine dans laquelle la commune est dans une zone de transition entre le climat océanique et le climat de montagne et est dans la région climatique Pyrénées atlantiques, caractérisée par une pluviométrie élevée (>1 200 mm/an) en toutes saisons, des hivers très doux (7,5 °C en plaine) et des vents faibles.
Pour la période 1971-2000, la température annuelle moyenne est de 13,9 °C, avec une amplitude thermique annuelle de 13,6 °C. Le cumul annuel moyen de précipitations est de 1 335 mm, avec 12,5 jours de précipitations en janvier et 8,1 jours en juillet. Pour la période 1991-2020, la température moyenne annuelle observée sur la station météorologique la plus proche, située sur la commune de Bidache à 5 km à vol d'oiseau, est de 14,5 °C et le cumul annuel moyen de précipitations est de 1 455,6 mm,. Pour l'avenir, les paramètres climatiques de la commune estimés pour 2050 selon différents scénarios d’émission de gaz à effet de serre sont consultables sur un site dédié publié par Météo-France en novembre 2022.

### Milieux naturels et biodiversité

#### Réseau Natura 2000
Le réseau Natura 2000 est un réseau écologique européen de sites naturels d'intérêt écologique élaboré à partir des Directives « Habitats » et « Oiseaux », constitué de zones spéciales de conservation (ZSC) et de zones de protection spéciale (ZPS).
Deux sites Natura 2000 ont été définis sur la commune au titre de la « directive Habitats », : 
- « l'Adour », d'une superficie de 3 565 ha, un site important pour les poissons migrateurs, l'Angélique des estuaires (espèce endémique) et le Vison d'Europe[23] ;
- « la Bidouze (cours d'eau) », d'une superficie de 2 570 ha, un vaste réseau hydrographique drainant les coteaux du Pays basque[24] ;

et une au titre de la « directive Oiseaux », : 
- les « barthes de l'Adour », d'une superficie de 15 617 ha, un site de vallées inondables à forte diversité animale et végétale[25].

#### Zones naturelles d'intérêt écologique, faunistique et floristique
L’inventaire des zones naturelles d'intérêt écologique, faunistique et floristique (ZNIEFF) a pour objectif de réaliser une couverture des zones les plus intéressantes sur le plan écologique, essentiellement dans la perspective d’améliorer la connaissance du patrimoine naturel national et de fournir aux différents décideurs un outil d’aide à la prise en compte de l’environnement dans l’aménagement du territoire.
Une ZNIEFF de type 1 est recensée sur la commune, : 
le « lit mineur et berges de l'adour, des gaves réunis et du Luy » (1 292,03 ha), couvrant 35 communes dont 28 dans les Landes et 7 dans les Pyrénées-Atlantiques et cinq ZNIEFF de type 2,, : 
- « l'Adour d'Aire-sur-l'Adour à la confluence avec la Midouze, tronçon des saligues et gravières » (2 324,27 ha), couvrant 63 communes dont 54 dans les Landes et 9 dans les Pyrénées-Atlantiques[28] ;
- « l'Adour de la confluence avec la Midouze à la confluence avec la Nive, tronçon des barthes » (13 349,18 ha), couvrant 59 communes dont 52 dans les Landes et 7 dans les Pyrénées-Atlantiques[29] ;
- « les barthes de la rive gauche de l'Adour » (991,02 ha), couvrant 4 communes du département[30];
- le « réseau hydrographique de la Bidouze et annexes hydrauliques » (2 867,4 ha), couvrant 30 communes dont 1 dans les Landes et 29 dans les Pyrénées-Atlantiques[31];
- le « réseau hydrographique du gave de Pau et ses annexes hydrauliques » (3 000,84 ha), couvrant 71 communes dont 10 dans les Landes, 59 dans les Pyrénées-Atlantiques et 2 dans les Hautes-Pyrénées[32];

## Urbanisme

### Typologie
Au 1er janvier 2024, Sames est catégorisée commune rurale à habitat dispersé, selon la nouvelle grille communale de densité à sept niveaux définie par l'Insee en 2022.
Elle est située hors unité urbaine. Par ailleurs la commune fait partie de l'aire d'attraction de Bayonne (partie française), dont elle est une commune de la couronne,. Cette aire, qui regroupe 56 communes, est catégorisée dans les aires de 200 000 à moins de 700 000 habitants,.

### Occupation des sols

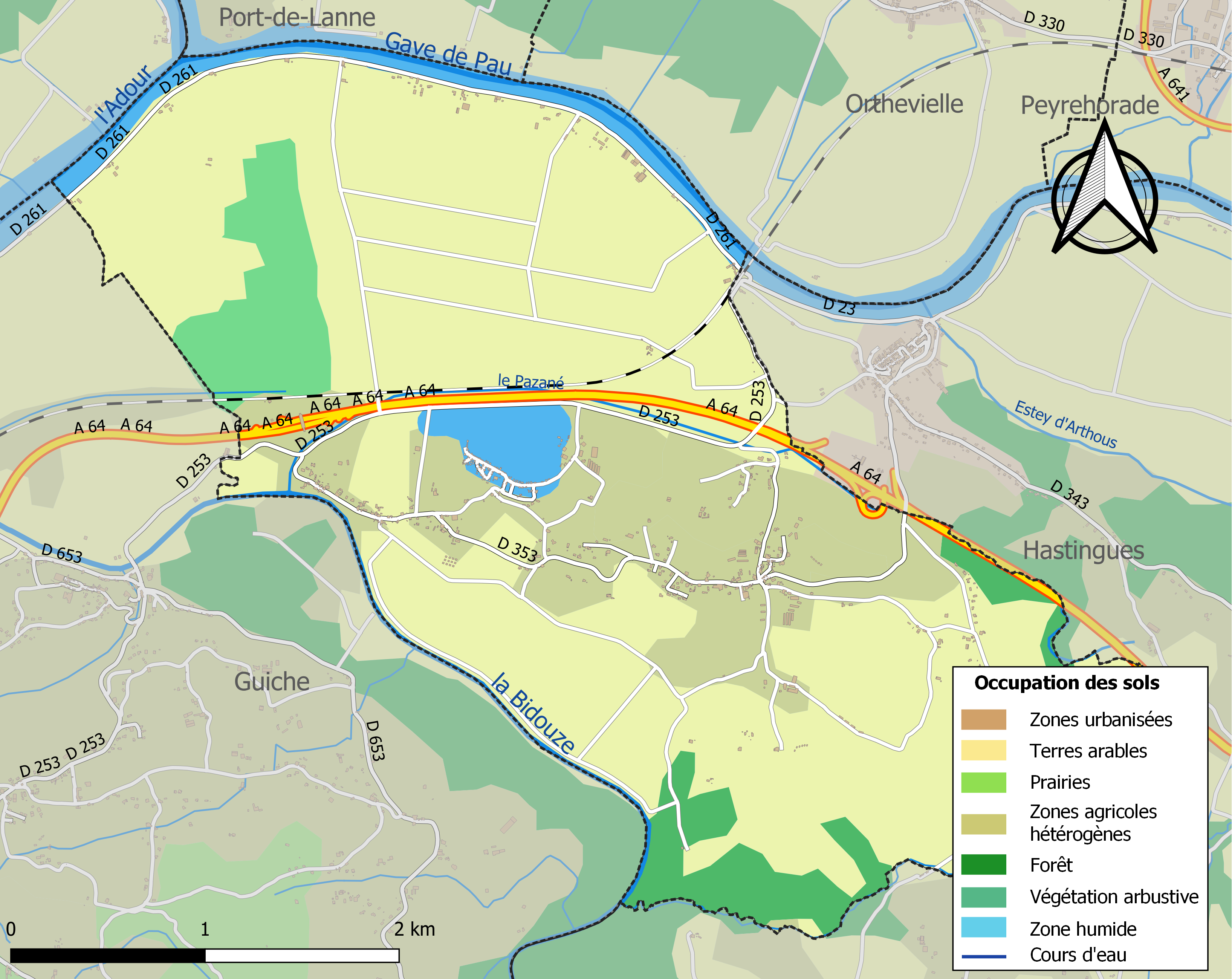
Carte des infrastructures et de l'occupation des sols de la commune en 2018 (CLC).

L'occupation des sols de la commune, telle qu'elle ressort de la base de données européenne d’occupation biophysique des sols Corine Land Cover (CLC), est marquée par l'importance des territoires agricoles (85,9 % en 2018), en diminution par rapport à 1990 (87,5 %). La répartition détaillée en 2018 est la suivante : 
terres arables (67,8 %), zones agricoles hétérogènes (18,1 %), forêts (4,7 %), milieux à végétation arbustive et/ou herbacée (4,7 %), eaux continentales (4,5 %), zones urbanisées (0,1 %). L'évolution de l’occupation des sols de la commune et de ses infrastructures peut être observée sur les différentes représentations cartographiques du territoire : la carte de Cassini (XVIIIe siècle), la carte d'état-major (1820-1866) et les cartes ou photos aériennes de l'IGN pour la période actuelle (1950 à aujourd'hui).

### Lieux-dits et hameaux
La commune est agencée en plusieurs quartiers, dotés de leur personnalité propre, partiellement appuyée sur l'histoire ; on reconnaît ainsi les quartiers suivants :
- le Bourg, regroupé autour de l'église ;
- le quartier Saint Jean, constitué autour d'une commanderie de l'ordre de Saint-Jean de Jérusalem, dont la localisation exacte est incertaine, mais qui y disposait de terrains acquis en 1445 et qui au XVIIIe siècle était désigné sous le nom de Saint Jean d'Etchart ; jusqu'à la fin du XVIIe siècle (1683) ce quartier disposait de son propre lieu de sépulture, dans l'emprise d'une chapelle située tout contre la Bidouze, certainement reconstruite par l'Ordre, mais semble-t-il beaucoup plus ancienne, qui a subsisté au moins jusqu'au début du XIXe siècle[37], et dont des soubassements étaient encore visibles au milieu du XXe siècle (elles ont été noyées dans les réaménagements de la rive dans les années 1970) ;
- le quartier du Vic Neuf (« Vic Nau »), situé entre le Bourg et la Bidouze ;
- le quartier Vic de Lalande, situé entre le Bourg, Hastingues et Bidache ;
- le quartier des « Îles », au bord des gaves et de l'Adour, dont la dénomination remonte à l'époque où le Gave et l'Adour présentaient quelques îlots, semblables à ceux qui subsistent de nos jours au niveau de Lahonce et de Sainte-Marie-de-Gosse.

### Risques majeurs
Le territoire de la commune de Sames est vulnérable à différents aléas naturels : météorologiques (tempête, orage, neige, grand froid, canicule ou sécheresse), inondations et séisme (sismicité modérée). Il est également exposé à un risque technologique,  le transport de matières dangereuses. Un site publié par le BRGM permet d'évaluer simplement et rapidement les risques d'un bien localisé soit par son adresse soit par le numéro de sa parcelle.

#### Risques naturels
Certaines parties du territoire communal sont susceptibles d’être affectées par le risque d’inondation par une crue à  débordement lent de cours d'eau, notamment l'Adour, le gave de Pau et la Bidouze. La commune a été reconnue en état de catastrophe naturelle au titre des dommages causés par les inondations et coulées de boue survenues en 1982, 1983, 1990, 2009, 2018, 2019 et 2021,.

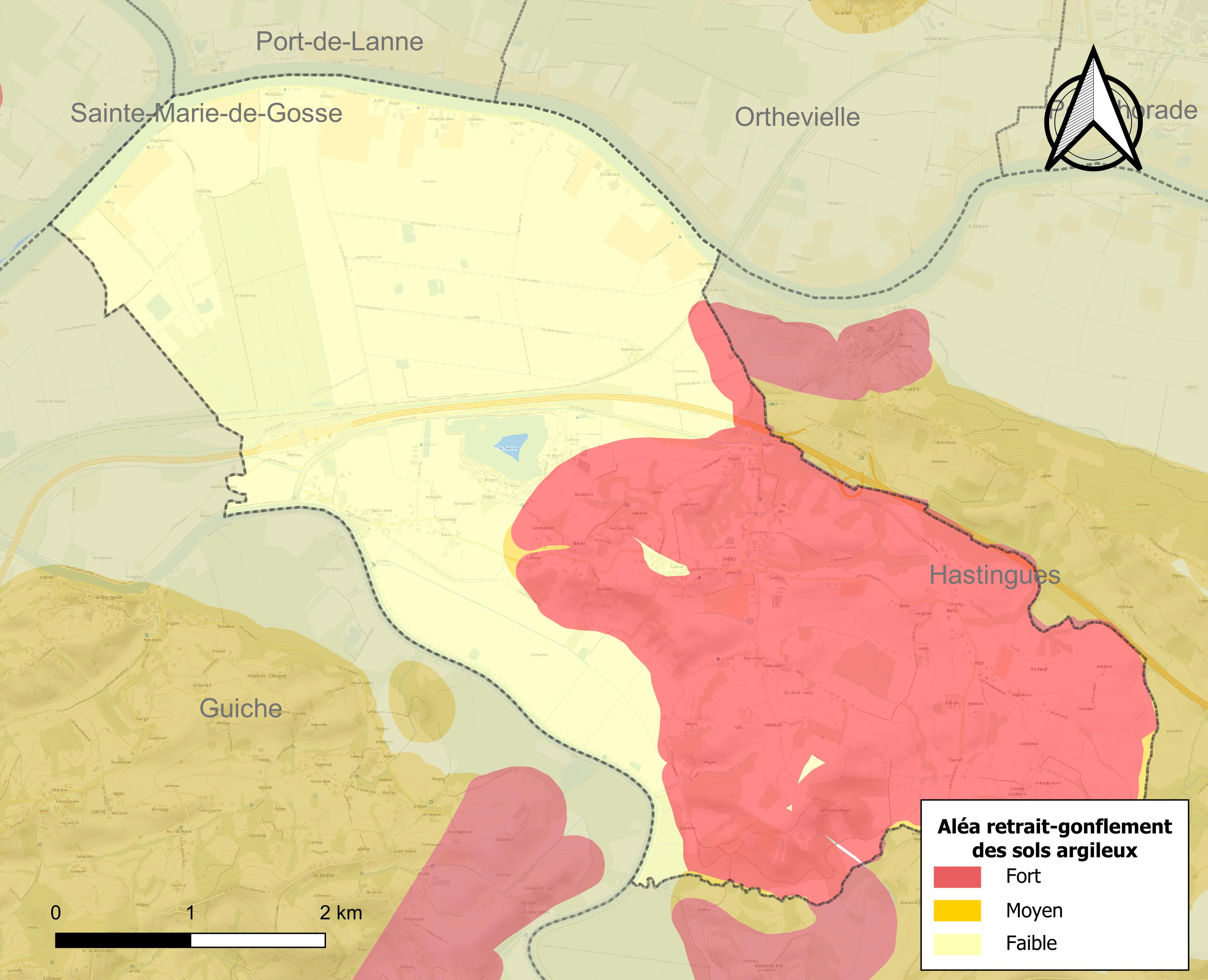
Carte des zones d'aléa retrait-gonflement des sols argileux de Sames.

Le retrait-gonflement des sols argileux est susceptible d'engendrer des dommages importants aux bâtiments en cas d’alternance de périodes de sécheresse et de pluie. 43,3 % de la superficie communale est en aléa moyen ou fort (59 % au niveau départemental et 48,5 % au niveau national). Depuis le 1er octobre 2020, en application de la loi ELAN, différentes contraintes s'imposent aux vendeurs, maîtres d'ouvrages ou constructeurs de biens situés dans une zone classée en aléa moyen ou fort,.

## Toponymie
Les quelques auteurs qui se sont intéressés à la question n'ont pas dégagé d'origine nette, romane-gasconne, basque, ou autre, du nom de ce lieu. Des versions plus ou moins fantaisistes ont ainsi été avancées, comme de le faire dériver du nom d'un notable romain tout à fait hypothétique, en s'appuyant sur les traces, bien faibles à vrai dire (un trésor de pièces de bronze découvert en 1911 dans un muret de jardin du bourg, à quelques dizaines de mètres de l'église, et datant de la fin du IIIe siècle) de présence romaine (rien ne permet de qualifier l'habitation d'une notabilité romaine quelconque sur le site, pas plus d'ailleurs que dans aucune des communes du voisinage, le seul site d'importance étant à Sordes-l'Abbaye, à 20 km environ ; d'ailleurs la topographie de la zone, essentiellement marécageuse et coincée entre les gaves et l'Adour au nord, et la Bidouze au sud, sujette à des eaux stagnantes alimentées par les grandes marées - le régime de marées se fait sentir jusqu'à Bidache, avec des effets de 2 à 3 m quotidiens - et des inondations d'automne, hiver et printemps, ne se prêtait sans doute guère à un établissement agricole significatif de type « villa »).

### Attestations anciennes
Le toponyme Sames, identique à la forme actuelle, est mentionné dès 1255 (cartulaire de Bayonne) ; il apparaît sous la forme Sammes en 1463 (aveux de Languedoc).
Sames primitif est probablement dans l'orbite de Guiche, dont l'établissement est certain déjà au Xe siècle. On trouve dans l'inventaire des maisons de Guiche établi le 10 mars 1339 à l'occasion du rassemblement des habitants pour saluer leur seigneur Pées (Pierre?) d'Albret de visite, probablement de prise de possession, une maison appelée Sames, et une autre appelée Itchouette, une appellation identique à celle de la grande barthe de Bidouze du quartier Saint-Jean.
En 1330, Guiche fait partie d'un tout avec Bardos, Briscous et Urt et relève du pouvoir des ducs d'Aquitaine depuis Bayonne. Sa position stratégique sur l'entrée de la Bidouze en fait l'objet des convoitises des Gramont de Bidache ; lorsque la mainmise des Plantagenêts s'effrite dans les dernières années de la Guerre de Cent ans, le seigneur de Guiche cherche refuge contre les Gramont auprès de la Navarre d'abord (1444) puis du Béarn conquérant de Gaston IV de Foix-Béarn en livrant son château après ce qui semble avoir été une assez molle résistance (1449). C'est précisément le moment où les Chevaliers de Malte installent un satellite de leur établissementy de Bayonne sur l'autre rive de la Bidouze, au premier endroit non inondable, qui devient Saint Jean d'Etchart (1445). Guiche passe aux mains directes des Gramont en 1485 et des Gramont de Bidache en 1534.

### Étymologie
On peut noter qu'en basque, le vocable samats désigne une cour de ferme jonchée de paille ou ajoncs, tandis que le gascon ne semble donner aucun mot qui se rapproche de près ou de loin de ce toponyme.

### Nom en basque et en occitan gascon
Le nom basque de Sames est Samatze. Il fut normalisé par l'Académie de la langue basque le 19 décembre 2003.
Le gentilé correspondant est samaztar, normalisé lui-aussi le 19 décembre 2003.
Son nom gascon, en graphie classique "occitane" est Samas.

## Histoire
Objet, comme les communes voisines, des convoitises de seigneuries dont les hasards la faisaient zone limite, le territoire de Sames a été ballotté de l'un à l'autre au fil des siècles, des convoitises, des ventes, des mariages et des successions.

### Une hypothétique zone frontièrenaturelledu proto Pays basque aux temps des Wisigoths
- Royaume originel de Toulouse
- Extension au Ve siècle
- Territoire perdu à Vouillé en 507
- Conquête du royaume suève en 585

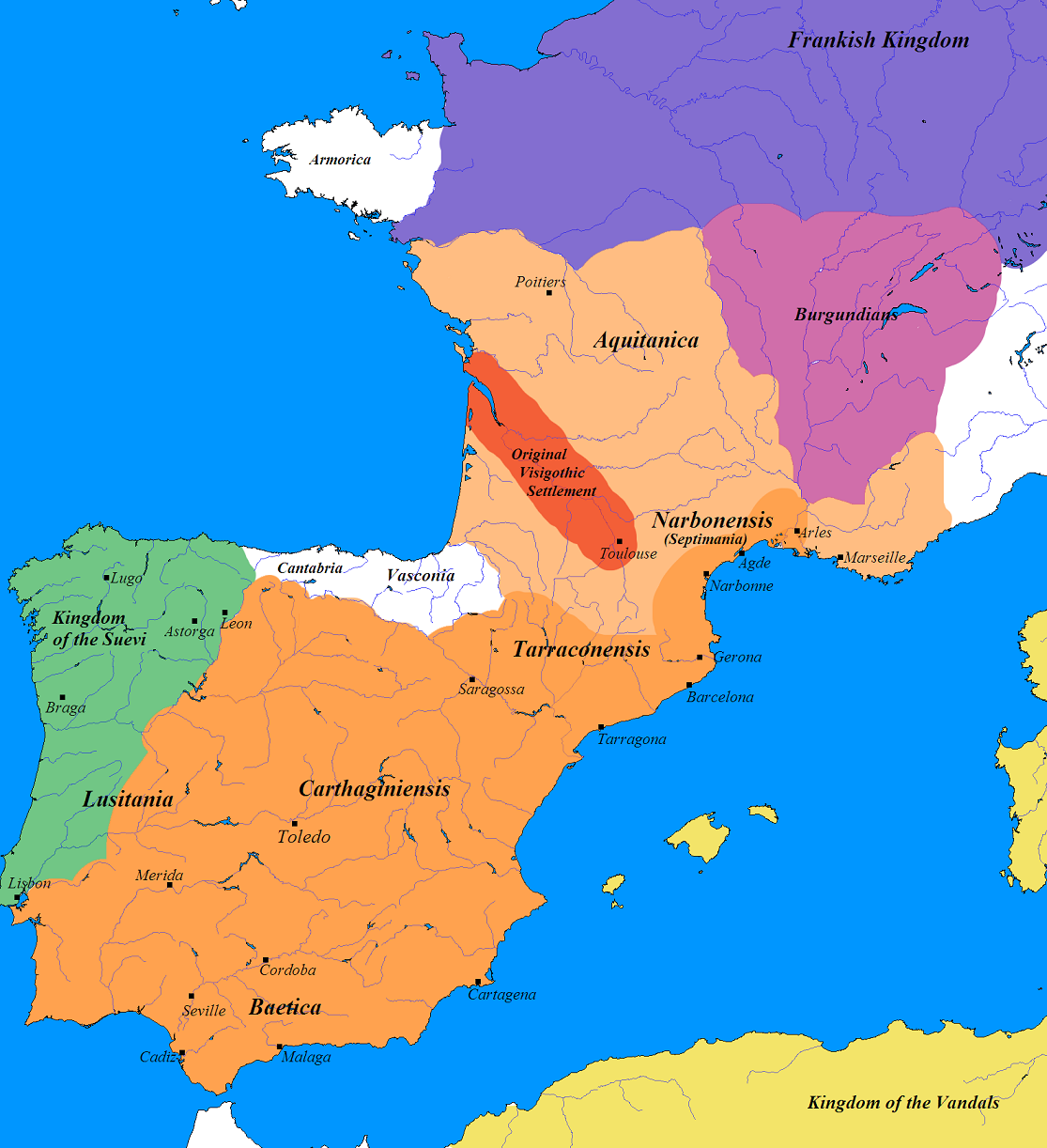
Évolution du royaume wisigoth jusqu'au VIe siècle :
Royaume originel de Toulouse
Conquête du royaume suève en 585

Pendant trois siècles, les Wisigoths, parrainés initialement par les derniers empereurs romains d'Occident, et notamment Honorius, puis pour leur propre compte, étendent leur domination militaire et la Pax Wisigotha sur le Grand Sud Ouest et sur l'essentiel de l'Espagne
Ils ont pour capitale Toulouse d'abord, puis Tolède lorsqu'ils sont évincés de France à l'exception du Languedoc par les Francs après leur échec à la bataille de Vouillé. Ils se heurtent néanmoins à l'opiniâtre résistance des peuples côtiers de l'Atlantique Vascons et Cantabres et au petit royaume établi en parallèle au début du Ve siècle par les Suèves en Lusitanie, sur un périmètre proche de celui du Portugal actuel, partageant la péninsule avec les Vandales et les Alains.
Le royaume suève passe sous leur contrôle en 575 tandis que la Vasconie, des deux côtés des Pyrénées, maintient son indépendance. Les pays de Basse-Navarre et de Labourd actuels n'offrent aucune voie de communication propre au déplacement de troupes ni à l'établissement de places fortes de contrôle sur les mouvements commerciaux au contraire de la vallée de Bidouze au-delà de Came, aux portes du futur Béarn. C'est d'ailleurs là que s'installent les Gramont au XIe siècle, à Viellenave-sur-Bidouze. Sames n'existe pas en ces temps troublés ; la présence d'un petit trésor gallo-romain de pièces de bronze sur l'emprise de la maison Pergain ne témoigne en rien d'un quelconque établissement sur le bout de plateau des landes d'Hastingues (bordes) que constitue le bourg actuel, mais nos zones inondables, sujettes aux fureurs des eaux des Trois Vallées des Gaves, de l'Adour, et de la Bidouze marquaient assez probablement une limite commode pour ces deux entités, l'une enracinée dans l'immémorialité de sa présence, l'autre un peuple nomade en errance depuis des siècles qui avait trouvé un empire dans les vastes étendues des plaines de Garonne.
Une indifférence réciproque qui n'avait pas besoin d'armes ni de fortins.

### DuXIIIeetXIVesiècles
À la fin du XIIe siècle, Richard Cœur de Lion, qui a épousé en 1191 Bérengère de Navarre, la sœur de Sanche le Fort, roi de Navarre, cède à son beau-frère la suzeraineté d'un ensemble de territoires du Labourd qui vont échapper à l'emprise du royaume de France pendant plusieurs siècles et constituer ce qui sera appelé plus tard la Basse-Navarre.

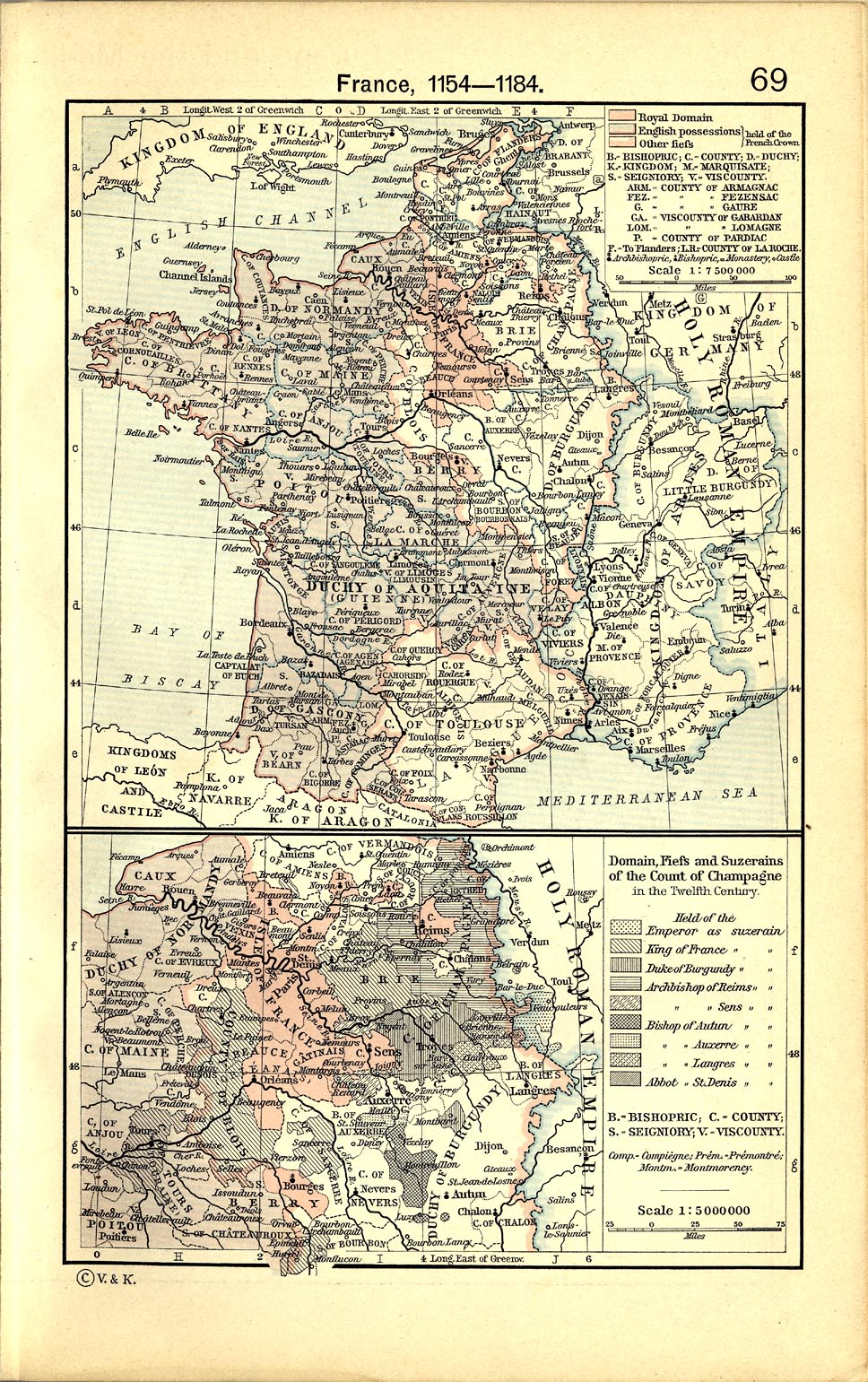
Carte des grands domaines féodaux de France et du Nord de l'Espagne à la fin du XIIe siècle, après le don de la Basse-Navarre par Richard de Lion à Sanche le Fort.

Viellenave-sur-Bidouze (vallée de Leren) donne dès le XIIIe siècle lieu à hommage de ses seigneurs (les Gramont) au roi de Navarre, Bidache de même en 1329, dès les premières années après sa construction (vers 1325);  il ne semble pas y avoir de trace sur ce point quant à Sames (qui était dénué de toute installation à caractère militaire). À cette époque Bidache figure dans la zone de compétence de l’évêché de Dax (cartulaire daté des environs de 1160).
Dès 1255, sa première mention dans un document conservé, Sames apparaît comme dépendante d'un seigneur de Came, lequel remet "toute la dîme de Sames" à l’évêque et au chapitre de Bayonne; il y est question de terres novales, nouvellement défrichées donc, qui donnent à penser que le territoire est encore très peu occupé. Comme le montre un litige beaucoup plus tard entre le curé de Sames et les habitants, ces zones nouvelles donnaient lieu à dîme au bénéfice du curé local : on en conclut qu'il n'y avait pas encore d'église ni de paroisse de Sames ou de Saint Jean, que par défaut la zone relevait donc de la hiérarchie épiscopale, et que celle-ci était celle de Bayonne. Ceci distingue la situation de Sames de celle de Bidache et semble rattacher la zone à la province basque du Labourd. En 1295, un Jean de Sames est partie prenante des affaires de Guiche relatives à la nasse dite de Saubagnac, un filet de pêche qui barre l'Adour à hauteur de l'île dite de Mirepech. Au début du XIVe siècle, Sames consiste donc en la grande barthe de Haches entre Bidouze, Adour et les Gaves et ses abords fluviaux. La mention d'une propriété Sames en 1339 au sein de la liste des maisons de Guiche conforte l'idée d'une zone inhabitée, en cours de valorisation pour ses bois et ses herbes de marais (encore exploitées au milieu du XXe siècle pour la réalisation de paille pour chaises), dépendant de Guiche, et passée sous propriété du seigneur de Came (qui a toujours relevé de l'Evêché de Dax). De façon très éclairante, c'est Edouard Ier d'Angleterre, suzerain de Bayonne et du Labourd, qui autorise en 1277 l'installation de cette nasse de pêche qui atterrissait depuis l'île de Mirepech entre les maisons actuelles de La Grand Borde et Loustanaou; le 18 avril 1333 c'est le roi Édouard III d'Angleterre qui autorise Guitard d’Albret, probable seigneur de Guiche, à prendre possession de cette installation, mais son acquisition ne fut effective que le 22 décembre 1339 pour un montant de 700 réaux d’or (nasse, peyssere et pesqueyre), et en 1341, les Bayonnais se plaignent auprès du même Edouard III de se voir rançonnés pour franchir cette nasse de Saubagnac, passée sous contrôle de Pées (Pierre) d'Albret, nouvellement maître de Guiche.
Le 5 avril 1310, un document mentionne un certain Raymond-Arnaud de Came, et son père seigneur de Sames dans une transaction portant sur des landes dites de La Tayllade (sans doute localisée sur Came ou Arancou) impliquant le chapelain d'un hospice d'Arancou — désigné comme Ospitau Naou, et donc de création récente — et l'évêque de Dax. En 1313, un document de succession d'un Raymond-Arnaud, seigneur de Came, sans doute le même, le précise comme seigneur de Came et de Sames, son père ayant dû décéder entretemps. Un texte tardif de 1639 indique qu'en 1325, la barthe de Haches — celle comprise entre la Bidouze, l'Adour et le gave — est séparée par tiers entre Sames, la bastide voisine de Hastingues, et un seigneur non précisé.
En substance, il ressort que pendant tout le XIIIe siècle puis le XIVe siècle, la famille qui régissait Sames et Came, et sans doute aussi Arancou, a soigneusement évité toute dépendance vis-à-vis du Béarn d'un côté, de la Basse-Navarre de l'autre, peut être en se plaçant dans la mouvance des potentats épiscopaux de Bayonne (XIIIe siècle) et de Dax (XIVe siècle). Cette situation change complètement en 1372.

### DuXVesiècleauXVIIesiècle, une monnaie d'échange ballottée au service de la stratégie territoriale des Gramont centrée sur le sud-Bidouze
En 1372, par un mariage, les terres de Sames, et semble-t-il simultanément celles de Came passent dans le giron de Arnaud-Raymond II de Gramont.Cette zone de semi-non droit à la marge des terres de cette famille servent à plusieurs reprises de monnaie d'échange pour des enjeux plus cruciaux aux yeux des Gramont.
Situées tout au nord de la Basse-Navarre, les terres de la puissante famille de Gramont — ou Agramont/Agramonde, une branche issue des vicomtes de Dax au XIe siècle et installée à partir de l'an 1040 environ sur le site de Gramont ou Agramont à Viellenave-sur-Bidouze — sont à cette époque dans une situation extrêmement confuse, entretenue à loisir par cette famille ; on peut y distinguer :
- trois paroisses qui appartiennent à la fois au comté de Gramont et au pays de Mixe : Bergouey, Viellenave-sur-Bidouze et Escos ;
- la ville de Bidache, dont ils prétendent faire une « principauté souveraine », couverte par l'hommage rendu depuis la fin du XIIe siècle aux rois de Navarre, même si de temps à autre les Gramont le font aussi au bénéfice des ducs d'Aquitaine, par ailleurs rois d'Angleterre ; ainsi par exemple en 1389 par Arnaud-Raymond II de Gramont au roi de Navarre Charles le Mauvais ;
- et les trois villages « tampons » au statut assez flou qu'ils viennent d'acquérir : Came, Arancou et Sames.

La bourgade voisine de Guiche appartient alors à la famille d'Albret et fait partie du royaume de Navarre.
Dans les années 1380, des litiges sont ouverts entre le Béarn, la Navarre, et la Gascogne autour de ces terres, et en 1389 les Gramont se livrent à des manipulations sur les bornages.
Arnaud-Raymond de Gramont rendait hommage pour compte des  châteaux de Bidache (édifié vers 1325) et de Gramont (ou Agramont, sis à Viellenave-sur-Bidouze le fief d'origine des Gramont, édifié vers le XIe et XIIe siècles) au roi de Navarre, Charles dit le Mauvais ; Charles de Navarre est en guerre larvée avec son puissant voisin, Gaston Fébus, comte de Foix, vicomte de Béarn, et mari en premières noces de Agnès de Navarre, sa sœur, qu'il a répudiée sans ménagement ; cet antagonisme est aggravé par les manœuvres de Charles de Navarre pour monter le fils de Gaston contre son père, ce qui conduit en 1382 au meurtre du jeune homme par son propre père ;  Arnaud-Raymond II de Gramont a clairement choisi le camp de Charles le Mauvais, il l'accompagne dans des campagnes contre la Castille et le 13 février 1390 il assiste à Pampelune au mariage du fils de ce dernier, Charles dit le Noble. Si le comté de Gramont fait partie de la Basse-Navarre, ce n'est semble-t-il pas le cas en théorie de Sames ni Came, mais leur statut se trouve brouillé par les intérêts de leur seigneur dans les conflits entre le roi de Navarre, son suzerain pour l'essentiel, et le Béarnais.
En 1444, vendues par son petit-fils François I de Gramont, les seigneuries de Came, Sames et Saint-Pé-de-Léren changent de main au profit d'une autre branche de la famille Gramont, celle de Gracian (ou Gratien) de Gramont.
Le fils de ce dernier, Roger de Gramont, obtient en août 1479 des lettres patentes de Louis XI qui érigent ces terres en baronnies et les font dépendre du sénéchal des Lannes, c'est-à-dire des Landes.
Roger est ensuite distingué par Charles VIII qui lui concède les charges de capitaine et maire de Bayonne, une fonction qui reste longuement exercée par cette branche des Gramont dont la fortune est désormais liée à la province du Labourd, et au contrôle de l'Adour et de la Bidouze. Roger de Gramont vend à son tour en 1514 les baronnies de Came, Sames, Léren et Saint-Pé-de-Léren à Jean d'Etcheton, seigneur de Saint-Pé-en-Labourd (Saint-Pé-sur-Nivelle), qui avait épousé Isabelle de Gramont une de ses nièces. Jean Garat Saint-Martin ne donne pas de précisions sur le rattachement de sénéchaussée de ces communes à cette occasion (mais il est assez probable qu'il n'y ait pas eu de changement, une telle décision relevant du pouvoir royal). Roger de Gramont meurt en 1519, apparemment sans descendant mâle direct vivant (un fils François est mort vers 1505), et ses possessions, terres et privilèges passent à un petit-fils, Jean II de Gramont.
La baronnie de Sames qui semble être restée un bien propre d'Isabelle de Gramont revient quelques années plus tard au dit Jean II, son neveu éloigné, maire et capitaine de Bayonne, qui décède en 1528, puis à la sœur de ce dernier Claire de Gramont qui épouse un certain Menaud d'Aure, chevalier et vicomte d'Aster, lequel reprend les positions, terres et titres de son défunt beau-frère, le nom de Gramont et lui succède comme capitaine, gouverneur et maire de Bayonne. Cette famille met la main sur la terre de Guiche, cette enclave du royaume de Navarre entre Labourd et Gascogne, que lui cèdent les Albret le 8 novembre 1534, par échange avec une terre en Gironde (sans doute venant du mari). Le fils de Menaud d'Aure et Claire de Gramont, du nom d'Antoine, né en 1526, prend à neuf ans la succession des charges de son père (décédé le 5 juin 1534 à Bayonne) et toutes les terres ; allié aux Bourbon-Vendôme, il embrasse le protestantisme et devient un proche de la maison d'Albret.
Il reçoit le titre de comte de Guiche en décembre 1563 par faveur de Charles IX, et le dit comté de Guiche comprend Briscous, Urt, Bardos, Guiche, Sames, ainsi que Came et Saint-Pé-de-Léren. À l'occasion de cet acte qui porte sur l'organisation de l'ensemble des terres « françaises » — qu'il faut sans doute comprendre dans le contexte de l'époque comme « non-navarraises » — des Gramont, le roi Charles IX précise permettre « d'y créer, ériger et établir un sénéchal et un siège de sénéchal au dit lieu de Guiche […] lequel […] connaîtra de toutes causes civiles et criminelles de toute la dite comté de Guiche ». La création de ce siège apparaît comme une nécessité logique, compte tenu du caractère hétéroclite des terres ainsi rassemblées. Dans le cadre de cet acte, Sames comme Guiche ressortent comme considérées en dehors du domaine navarrais des Albret et d'Henry IV, la Basse-Navarre moderne. Pour Guiche, c'est l'étape de conclusion de la cession de 1534, pour Sames (comme pour Came et Saint-Pé-de-Léren), c'est une claire rupture avec l'épisode  gascon ouvert en 1479.
Son fils Philibert (né à Bidache le 28 août 1552) est maire de Bayonne, comte de Guiche, et propriétaire de la baronnie de Sames ; il épouse Diane d'Andoins dite la belle Corisande, cousine et amie d'enfance d'Henri IV ; cette proximité avec Henri de Navarre lui sauve la vie lors de la Saint-Barthélémy ; leur fils Antoine né vers 1572 est comte puis duc de Gramont (1643), pair de France, souverain de Bidache, comte de Guiche (comprenant la baronnie de Sames).

### DuXVIIesiècleà la Révolution
Au terme de ces mouvements de gauche et de droite sur près de cinq siècles, il y a donc en 1643 :
- les terres du comté de Gramont, avec notamment Bergouey, Viellenave-sur-Bidouze, Escos, Arancou (toutes communes anciennement partie du pays de Mixe) ;
- la principauté de Bidache, pour laquelle les Gramont ont obtenu progressivement un droit sur la circulation batelière de la Bidouze et une franchise de foires ;
- le comté de Guiche, comprenant d'une part l'ensemble Briscous, Urt, Bardos (de toujours partie du Labourd), Guiche — jusqu'en 1534 enclave du royaume de Navarre et rassemblée aux précédentes lors de la constitution du comté de Guiche —, Sames — dans l'ensemble une barthe inhospitalière un peu à l'écart), et d'autre part, disjointes par l'interposition de Bidache, l'ensemble formé par Came (dans la vallée de la Bidouze et originairement partie du pays de Mixe —, Léren et Saint-Pé-de-Léren sur le gave d'Oloron et en terre de Béarn.

Cette situation n'évolue pratiquement plus jusqu'à la Révolution.
Entre-temps le système d'administration de la justice du royaume de France a été revu en 1552 par un édit de Henri II le successeur de François Ier. Cette réforme institue une nouvelle instance,le Présidial, interposé entre les bailliages et le parlement régional. Le parlement de Bordeaux est découpé en huit présidiaux (Bordeaux, Acqs=Dax, Bazas, Condom, Agen, Périgueux, Limoges, Brive et Saintes). Le présidial de Dax est lui-même sous-décomposé  en quatre sièges : Dax, Bayonne,Tartas, Saint-Sever. La carte de ce Présidial de 1638 situe sous le contrôle du siège de Dax toute la rive droite de la Bidouze, et par conséquent Sames, Hastingues, Came, Léren, Saint Pé de Leren, Hauterive. Sont placés sous l'autorité du siège de Bayonne Guiche, Bidache et Saint-Jean d'Etchart, distingué de Sames comme un bourg de plein droit, sans doute à cause de sa chapelle et de son cimetière propres que la carte situe sur la rive gauche de la rivière.

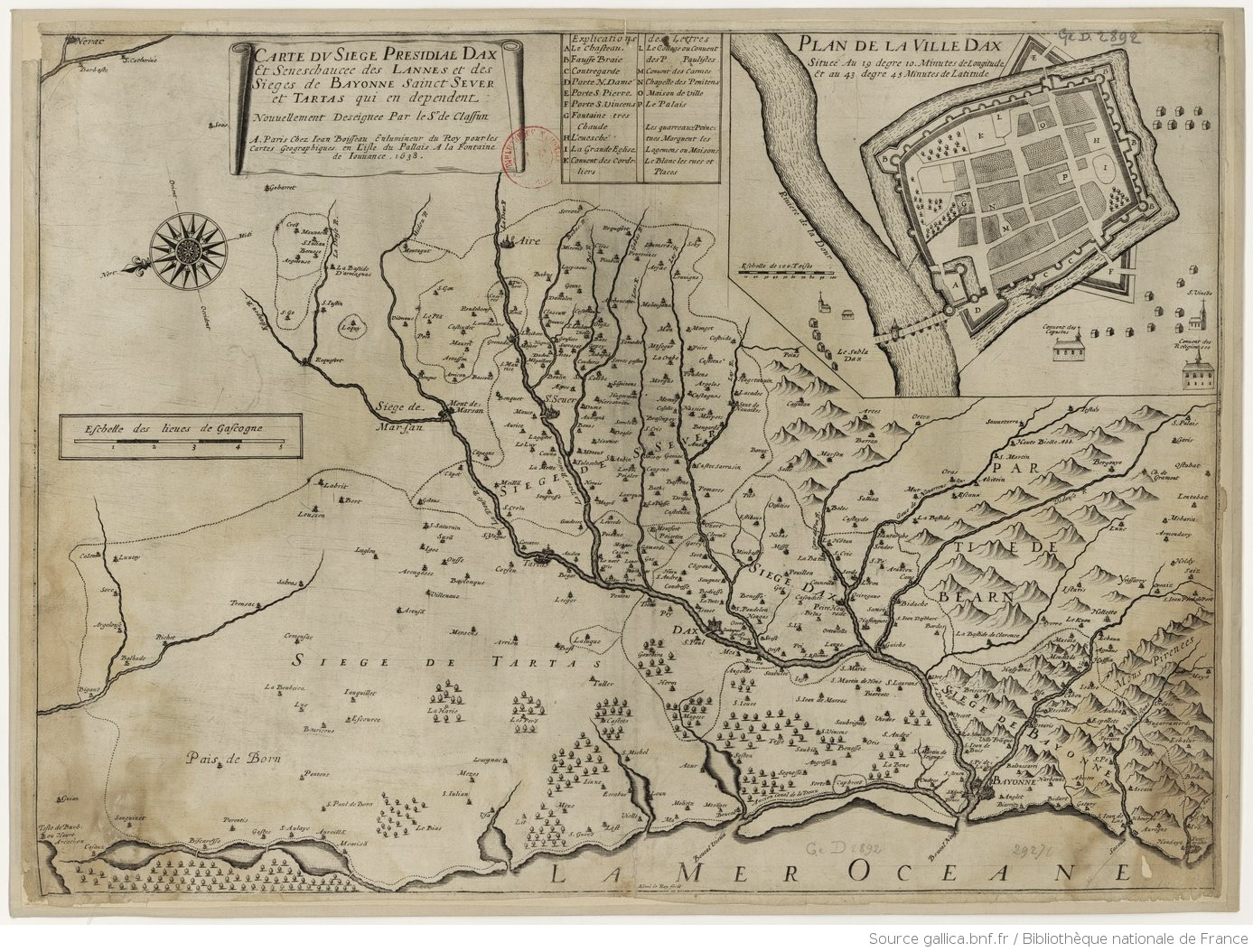
Carte du présidial de Dax et des sièges de Bayonne Tartas Saint-Sever, 1638.

Lors de la convocation des États généraux de 1789, les curés de Came, de Saint-Pé-de-Leren, de Saint-Vincent-de-Leren, d’Auterive, d’Arancou, de Hastingues ainsi que l'abbé d'Arthous, mais aussi de Sames sont convoqués au titre de l'évêché de Dax. Lors de la constitution des départements, Sames se retrouve dans le département des Basses-Pyrénées comme l'ensemble des terres de la famille de Gramont.

### Appartenance
Aucune relation juridique entre ce village et le Pays basque français intérieur ne semble révélée par les documents connus, zones dont elle était coupée du côté du Labourd par l'interposition de Guiche, terre du royaume de Navarre jusqu'en 1534, et du côté de la Basse-Navarre par Bidache. Il s'agit d'une commune largement ouverte aux influences gasconnes via la batellerie — le port de Bayonne, côté Saint-Esprit, est lui-même gascon. Sames n'a pas de notables, et les actes qui la concernent sont établis par les notaires des villages voisins, comme Hastingues, doté d'un bayle, ce qui explique sans doute que pour la coutume elle se soit de fait trouvée  régie par le droit civil en vigueur en Gascogne, ainsi aussi, au moins par période, pour la fiscalité, ou Bidache, principauté à statut particulier, ou encore Guiche.
Toutefois commune entièrement rurale, son habitat ne se distingue en rien de celui de ses voisins du Labourd et de la Basse-Navarre; coincée entre quatre provinces (Labourd, Navarre, Gascogne, Béarn) et ne présentant guère d'enjeu en l'absence de toute forteresse (au contraire de Hastingues, Guiche, Peyrehorade et Bidache), elle n'était qu'un enjeu mineur dans les disputes des grands seigneurs de la région. Au XIXe siècle avec le renforcement des liens avec l'arrière-pays béarnais et la zone économique de Saint-Esprit/Tarnos en aval, elle s'est trouvée majoritairement gasconisée même si de nombreuses familles y ont des patronymes typiquement basques.
Sames un temps fief d'un  seigneur de Came n'a jamais eu de lien juridique avec le Béarn, étant séparée des terres de Came par les barthes dites de Garruch, sur la rive droite de la Bidouze face à Bidache, qui dépendaient de l'abbaye d'Arthous comme l'atteste un procès de droits d'exploitation des bois de 1617 et ses liaisons avec l'environnement juridique de Gascogne par le truchement de son immédiate voisine Hastingues apparaissent purement circonstancielles, Sames n'ayant jamais (sauf brièvement de 1479 à 1514) appartenu à la Généralité de Gascogne.
Quelques éclairages dans ce sens sont fournis par l'histoire de sa voisine Hastingues. En 1289, l'abbaye d'Arthous distante de 3 km et le duc de Gascogne, qui est aussi le roi d'Angleterre, concluent un accord de paréage pour la création d'une bastide, posée sur la colline qui fait face à celle de Sames. Cet accord amiable doit permettre la protection des biens de la communauté de moines contre les entreprises de pillage des ennemis du duc, soit à dire de Navarre, de Béarn, des Basques, du sire de Labret et du sire de Gramont. Cette abbaye résultait d'une initiative commune en 1167 de l'évêque de Dax et du seigneur souletain de Domezain, vers où l'abbaye orientait les pèlerins de Compostelle (voie Arthous-Arancou, où se plaçait l'hospice Ospitau Naou cité plus haut), en concurrence avec la très ancienne abbaye bénédictine de Sorde, quinze kilomètres plus à l'est, une voie de passage pourtant beaucoup plus facile. Arthous, Arancou, Domezain terre des Sanche de Soule articulent cette voie sous l'égide des évêques de Dax. En cette fin du XIIIe siècle, l'abbaye d'Arthous est restée un fief du duché d'Aquitaine dont le délitement excite les ambitions locales. La forteresse d'Hastingues, construite vers 1305 et administrée par un bayle qui y rend justice, marque la limite de ce duché dont la principale base arrière en aval est la ville portuaire de Bayonne et dont la Soule reste la fidèle vassale dans le piémont pyrénéen, intercalée entre la Navarre et le Béarn. Le sire de Gramont est le très proche seigneur de Bidache, vassal des rois de Navarre: les Gramont de Viellenave sur Bidouze renforcent alors en effet leur présence dans cette zone frontière et y construisent leur nouvelle place-forte qui sera terminée vers 1325. Le Béarn vise sans doute le seigneur de Came : les abbés d'Arthous par deux fois, en 1280, puis à nouveau en 1302, témoignent de l'origine de ce fief, fondé par Gaston de Béarn dit le Bon (Gaston VII de Béarn) au bénéfice d'un fils cadet des seigneurs de Guiche. Mais à cette époque, ces seigneurs de Came détiennent aussi la baronnie de Sames, sans doute issue de leur héritage de Guiche. Les Basques vise donc peut-être les habitants de Sames, puisque ceux de Guiche sont couverts par la désignation explicite du sire de Labret. En effet Labret est la forme originelle du nom des seigneurs d'Albret, dont la petite cité de Labrit au coeur des Landes a été longtemps le haut lieu de leurs domaines. c'est alors Amanieu VII d'Albret âgé d'une trentaine d'années qui tient les rênes de cette famille.
De fait, la bastide d'Hastingues, qui n'est pas dans le voisinage immédiat de l'abbaye, aurait pu être placée n'importe où sur la crête longue de plusieurs kilomètres qui domine le site d'Arthous. C'est cependant plein ouest, vers le Labourd, au plus loin qu'atteint le domaine monastique vers Sames et Guiche, qu'elle est placée; elle y contrôle la circulation fluviale entre Bayonne et le Béarn, dont Peyrehorade marque la limite d'atterrage, et l'entrée du cours d'eau qui mène jusqu'à l'abbaye elle-même. Cet entremêlement d'influences est simplifié par la mainmise des Gramont de Bidache, sous vasselage navarrais, en 1372 sur Came la Béarnaise et sur Sames.
Sans doute sous l'inspiration du découpage cantonal contemporain, Sames est néanmoins aujourd'hui généralement incluse dans les listes de communes du Pays basque, presque toujours répertoriée comme commune de Basse-Navarre.

### Les Hospitaliers
Par ailleurs, l'établissement de l'ordre de Saint-Jean de Jérusalem dès 1445 semble nettement dessiner une influence déterminante des pouvoirs religieux de Bayonne sur cette zone, qui devait être quasi-vide au moment où se conclut cette opération, mais hors de la zone d'influence des évêques de Dax, si forte sur Came, Arancou, Arthous et Hastingues.
Une exception isolée est l'ouvrage Atlas Turistico Euskal Herria, qui range Sames parmi les communes du Labourd, celle-ci apparaît la plus cohérente dans la logique de la liaison du seigneur de Came et Sames avec l'évêché de Bayonne manifestée en 1255, la très ancienne influence de l'ordre de Saint-Jean de Jérusalem dès 1445 depuis son centre de Bayonne, Ordre à l'égard duquel la bienveillance du seigneur de Gramont qui leur y cède des terres est bien plutôt une marque de total désintérêt pour ce fief acquis par mariage en 1372, et dont la présence neutre et démilitarisée explique sans doute largement que la commune soit restée à l'écart de nombre des rivalités locales, que l'on peut associer aux liaisons et ambitions bayonnaises de la branche de Gratien de Grammont devenue propriétaire de Sames l'année précédente en 1444 et enfin des termes de la constitution du comté de Guiche en 1563.

### XIXesiècle: le projet avorté de «Louis-Philippe-Ville»
Vers 1830, la France s'est remise de la lourde saignée opérée sur toute une génération par les débordements napoléoniens qui ont mis toute l'Europe à feu et à sang pendant 15 ans. Seule nation d'Europe solidement structurée avec l'Angleterre, la France rejoint cette dernière sur le champ nouveau ouvert au trop plein de leur expansion démographique : la conquête coloniale, et s'engage dans une deuxième révolution, économique et industrielle. Les projets de tous poils fourmillent, et parmi eux, celui d'une liaison navigable reliant Toulouse à Bayonne, par la réalisation d'un canal. Celui-ci emprunterait la vallée de la Garonne, puis le piémont pyrénéen jusqu'après Plaisance (Gers). À partir de là il longerait, par la rive droite, la torrentueuse Adour jusqu'à Sames, au lieu-dit bec du Gave, où le renfort qu'elle reçoit des gaves pyrénéens doit permettre ensuite aux gabarres de poursuivre jusqu'à l'océan. Son promoteur est un certain Louis Galabert.
Louis Galabert commence à promouvoir son idée à partir de 1825, se lance dans des études détaillées du trajet, et rédige un soigneux mémoire descriptif de l'entreprise de ses brillantes perspectives économiques et de son importance aux plans stratégique et militaire. Il parvient même à en faire un plaidoyer devant Louis-Philippe le 20 décembre 1835. Pour mieux s'attirer ses faveurs, il l'agrémente du projet de création d'une ville nouvelle, qu'il appelle Louis-Philippe Ville, et dont il prévoit l'implantation dans la barthe de Haches, ce vaste domaine marécageux coincé entre Adour, Bidouze (qui se rejoignent au lieu-dit bec de Peyroutic) et la réunion des gaves pyrénéens formée juste en amont de Peyrehorade, elle-même embouchée dans l'Adour au lieu-dit bec du Gave, et qui se trouve à cheval sur les deux communes de Sames et Guiche.
Ce projet ne voit jamais le jour ; la voie latérale à la Garonne puis sur le fleuve et qui permet d'atteindre Bordeaux est beaucoup moins chère, et aucune industrie n'existe dans les Pyrénées en mesure de justifier un tel projet.Louis Galabert, qui aurait semble-t-il investi une bonne part de son argent personnel dans les pré-études de ce projet, décède  le 7 janvier 1841 ; sa veuve qu'il aurait laissée dans un relatif dénuement semble avoir cherché à obtenir une pension, avec peu de succès puisqu'elle semble avoir encore sollicité Napoléon III, très présent dans la région et à l'origine de la transformation de Biarritz de simple bourgade de pêcheurs en cité de villégiature à la mode.
C'est le chemin de fer qui reliera Bayonne à Toulouse.

### La révolution du chemin de fer
Le chemin de fer connaît les pires difficultés pour franchir cette même barthe de Haches. Près de dix ans de travaux et de gigantesques terrassements mettent la voie en surplomb de près de plus de deux mètres sur toute la traversée depuis Peyrehorade (y compris sur la barthe de la rive droite sur la commune d'Orthevielle). Unique gare ferroviaire du canton de Bidache, la gare de Sames - Guiche, sur la ligne de Bayonne à Toulouse, a été inaugurée en 1912 et accueille des voyageurs jusqu'à la deuxième moitié du XXe siècle.

## Héraldique
| Blason | Blasonnement : Coupé au 1 d'azur au cheval passant contourné d'argent sellé de gueules ; au 2 de sinople à la bande d'argent chargée de jumelles d'azur, parti de gueules à la croix de Malte. |

## Politique et administration
| Période                                  | Période  | Identité       | Étiquette | Qualité |
| ---------------------------------------- | -------- | -------------- | --------- | ------- |
| 1995                                     | 2014     | André Lassalle | DVD       |         |
| 2014                                     | En cours | Yves Pons      |           |         |
| Les données manquantes sont à compléter. |          |                |           |         |

### Intercommunalité
La commune fait partie de quatre structures intercommunales :
- la Communauté d'agglomération du Pays Basque ;
- le SIRP de Hastingues et Sames ;
- le syndicat d'énergie des Pyrénées-Atlantiques ;
- l'agence publique de gestion locale.

## Population et société

### Démographie
L'évolution du nombre d'habitants est connue à travers les recensements de la population effectués dans la commune depuis 1793. Pour les communes de moins de 10 000 habitants, une enquête de recensement portant sur toute la population est réalisée tous les cinq ans, les populations de référence des années intermédiaires étant quant à elles estimées par interpolation ou extrapolation. Pour la commune, le premier recensement exhaustif entrant dans le cadre du nouveau dispositif a été réalisé en 2006.

En 2022, la commune comptait 703 habitants, en évolution de −0,14 % par rapport à 2016 (Pyrénées-Atlantiques : +3,78 %, France hors Mayotte : +2,11 %).
| 1793 | 1800 | 1806 | 1821 | 1831 | 1836 | 1841 | 1846 | 1851 |
| ---- | ---- | ---- | ---- | ---- | ---- | ---- | ---- | ---- |
| 780  | 857  | 891  | 857  | 903  | 927  | 901  | 954  | 882  |

| 1856 | 1861 | 1866 | 1872 | 1876 | 1881 | 1886 | 1891 | 1896 |
| ---- | ---- | ---- | ---- | ---- | ---- | ---- | ---- | ---- |
| 839  | 867  | 887  | 891  | 877  | 815  | 793  | 780  | 811  |

| 1901 | 1906 | 1911 | 1921 | 1926 | 1931 | 1936 | 1946 | 1954 |
| ---- | ---- | ---- | ---- | ---- | ---- | ---- | ---- | ---- |
| 831  | 830  | 770  | 635  | 582  | 601  | 543  | 536  | 545  |

| 1962 | 1968 | 1975 | 1982 | 1990 | 1999 | 2006 | 2011 | 2016 |
| ---- | ---- | ---- | ---- | ---- | ---- | ---- | ---- | ---- |
| 460  | 443  | 422  | 424  | 378  | 387  | 555  | 656  | 704  |

| 2021 | 2022 | - | - | - | - | - | - | - |
| ---- | ---- | - | - | - | - | - | - | - |
| 705  | 703  | - | - | - | - | - | - | - |

### Enseignement
La commune dispose d'une école primaire publique.

## Économie
L'activité est principalement agricole. La commune fait partie de la zone d'appellation de l'ossau-iraty.
Un atelier de coutellerie, Lames de Sames, fabrique à nouveau des couteaux deux clous typiquement pyrénéens.

## Patrimoine, culture et associations

### Patrimoine linguistique

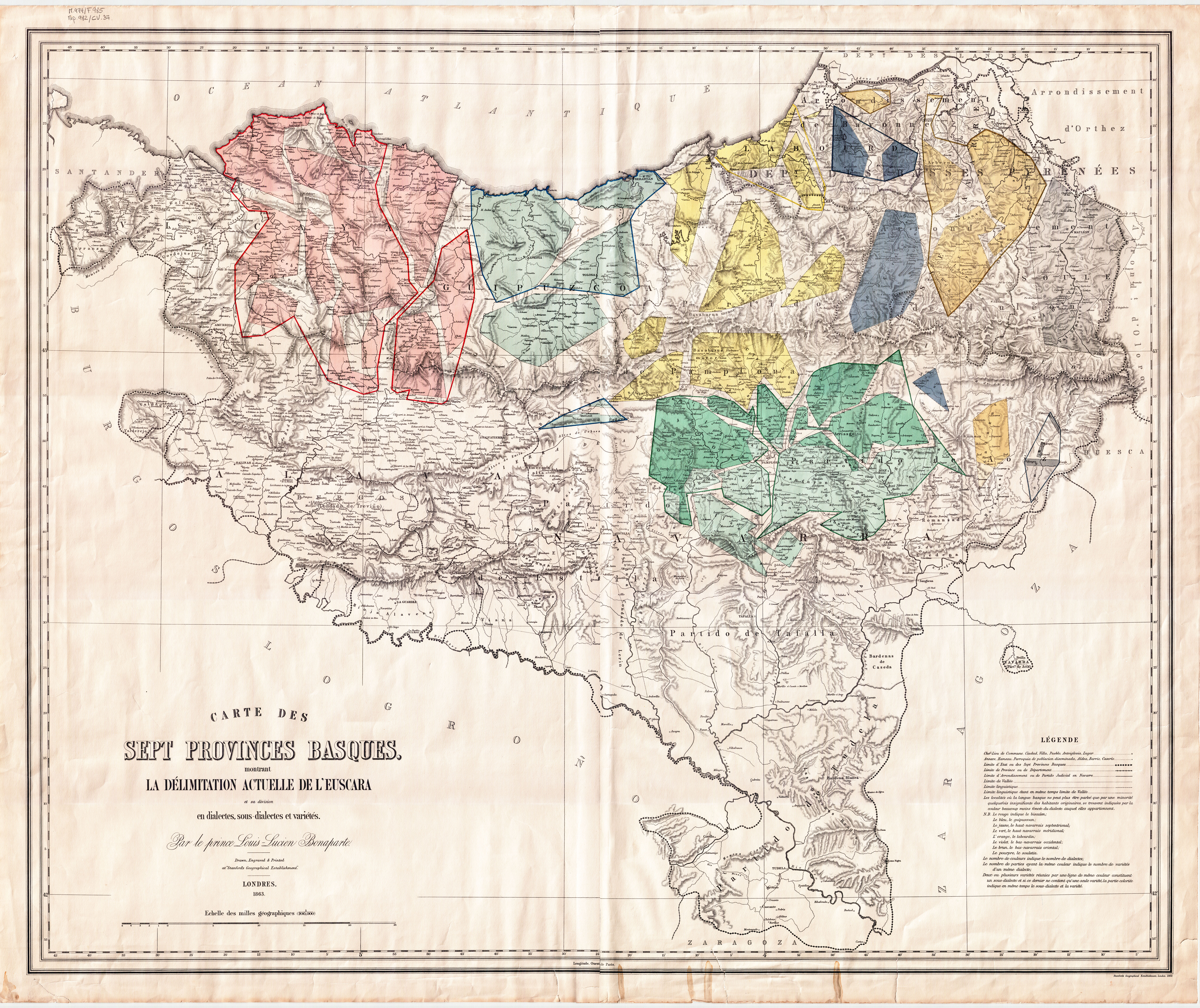
Carte des sept provinces basques (1), 1863

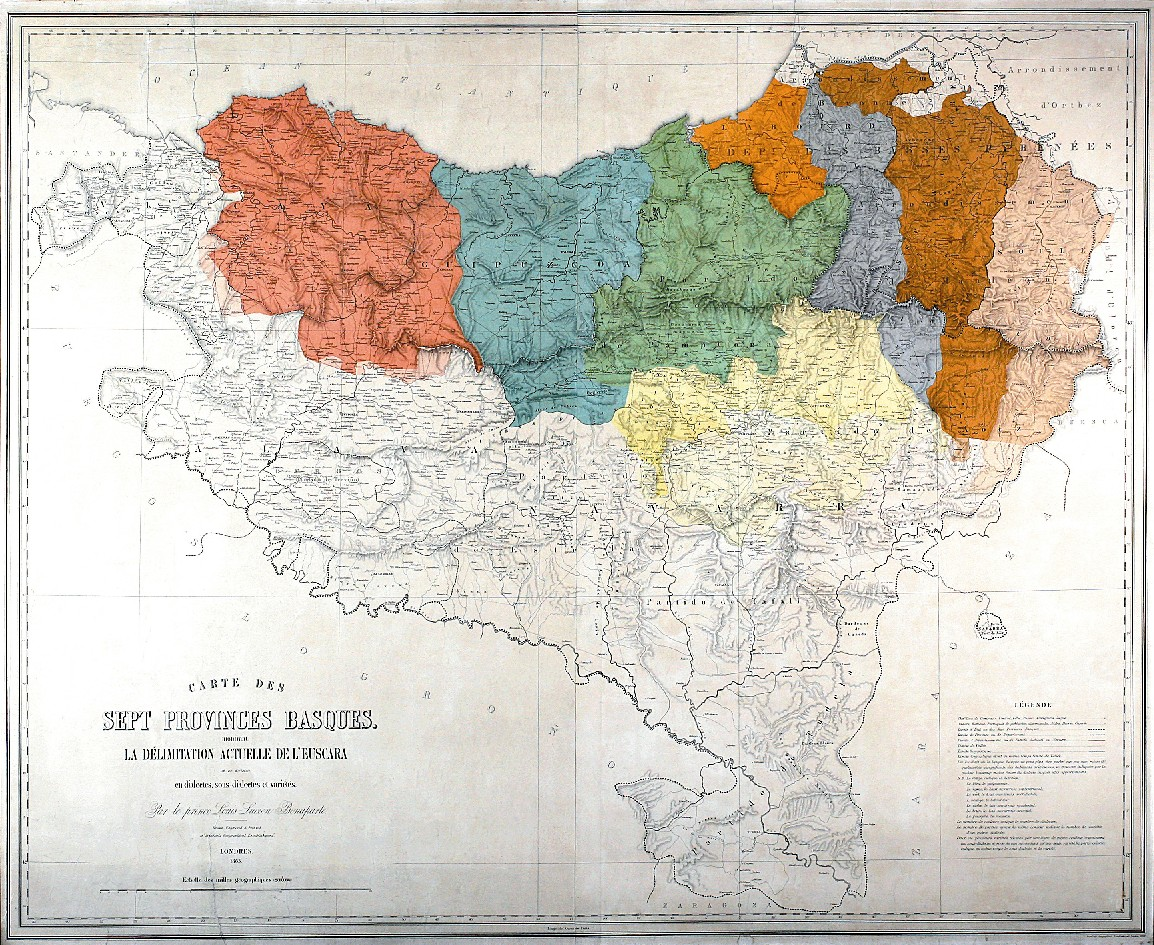
Carte des sept provinces basques (2), 1863

Les deux versions de la Carte des sept provinces basques montrant la délimitation actuelle de l'euscara en dialectes, sous-dialectes et variétés dressée en 1863 par le prince Louis-Lucien Bonaparte placent Sames en dehors de l'aire bascophone.
Le Recueil de linguistique et de toponymie des Pyrénées réalisé en 1887 par Julien Sacaze  nous livre pour Sames une version en gascon, composée d'une traduction de deux textes mythologiques, ainsi que d'une liste des micro-toponymes de la commune.
Le Recueil des idiomes de la région gasconne réalisé en 1894 par le linguiste Édouard Bourciez nous livre pour Sames une version de la parabole de l'enfant prodigue traduite en gascon.
La carte du Pays Basque français dressée en 1943 par Maurice Haulon laisse apparaître la "démarcation actuelle entre la langue basque et les dialectes romans", incluant la commune de Sames dans l'aire gasconophone. En 2010, le pourcentage de bascophones était estimé à 14.73 %.
Selon Jacques Allières qui dresse en 1977 la frontière linguistique de la langue basque, Sames est située en dehors de la zone bascophone.

### Patrimoine civil
- Le château Poulit[78] date du XIXe siècle ;
- Ferme de 1631 au lieu-dit Laborde de Garat ;
- Bâtiment[79] de 1706 au quartier Saint-Jean ;
- La maison[80] dite Dufrene du lieu-dit Saint-Jean date de 1608 ;
- Maisons de maître[81] des XVIIe, XVIIIe et XIXe siècles.

### Patrimoine religieux

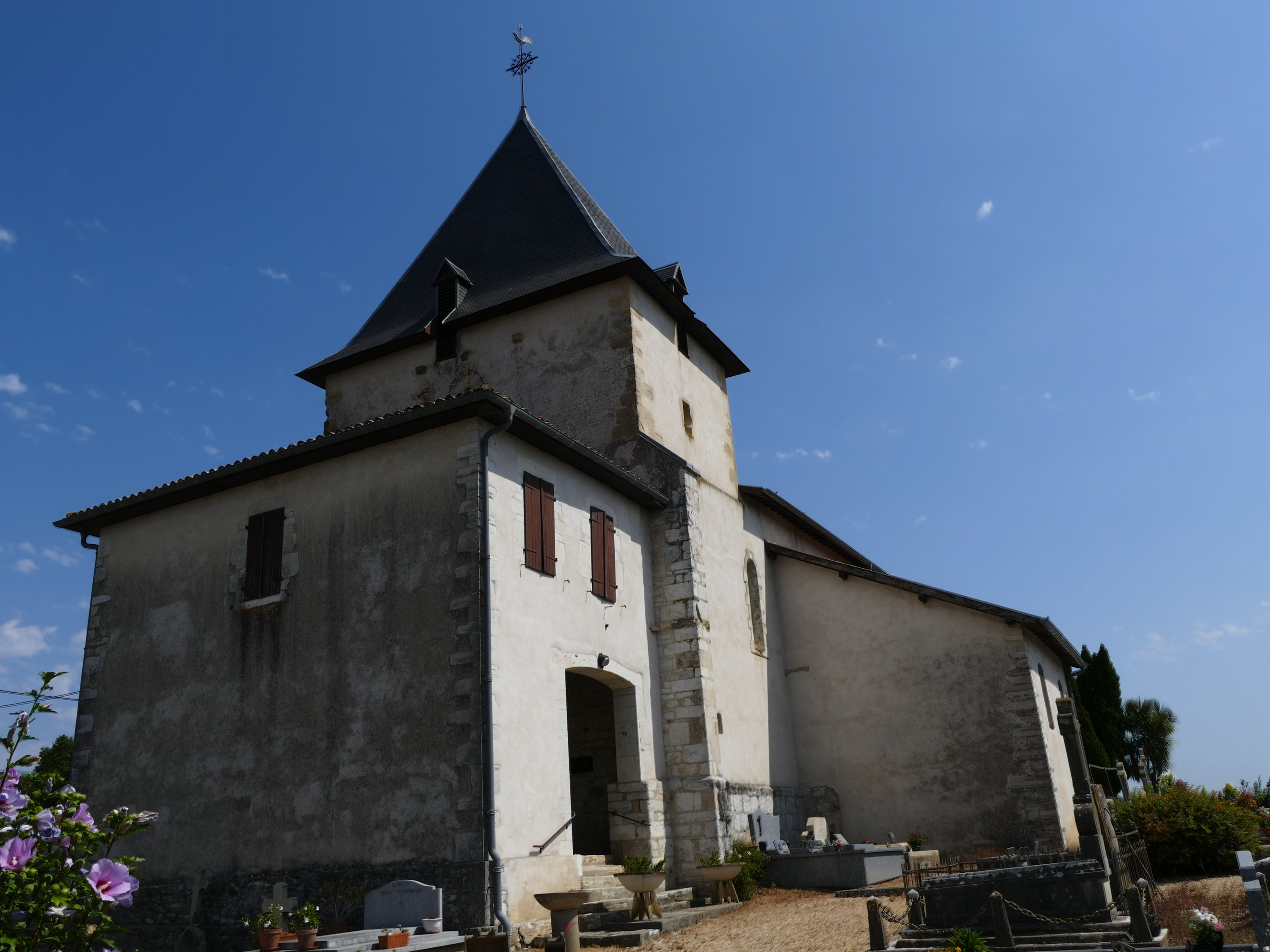
L'église de l'Assomption.

L'église de l'Assomption-de-la-Bienheureuse-Vierge-Marie date en partie du XIVe siècle. Elle recèle un ensemble de deux autels secondaires du XIXe siècle, une Vierge à l'Enfant sculptée et du mobilier inventorié par le ministère de la Culture.

### Les noms des maisons à Sames
Les dénominations des maisons sont l’identifiant premier des habitants de nos villages ; ces noms ont changé au fil des siècles, et reflètent sur Sames comme sur Guiche le brassage des éléments basques et gascons, ainsi que leur évolution dans le temps.
- quartier Saint-Jean

Haritsmendi ou Harismendi, de nos jours « Hourdillé », (du basque haritz (chêne) et  mendi (montagne)); Suhas Neuf et Suhas Vieux, anciennement Suhast, (en basque, Zohasti), une localité du côté de Saint-Palais, à relier au cas des deux maisons Camou et Camou Bas ; Berdoye, ?, de nos jours « Dufrene » du nom de la famille qui en devint propriétaire au milieu du XVIIe siècle ; Pé de Puyo : du nom de la famille qui en devint propriétaire dès avant le milieu du XVIe siècle, "pujo" existe en basque comme en gascon, avec le même sens (monticule), localité de Puyoo à 20 km ? Pédepujo est une formation caractéristique de patronyme du pays d'Orthe (Péducasse, Pécastaings…) ; Nougué, anciennement Noguer, peut-être du gascon nogué (noyer) ou éventuellement du basque Nugerre similaire à Mugerre ; Lagraulet, gascon agraule, corneille ou corbeau ; Dachary; Pitoun; Jouanine; Dallemane ou Lamane ; Camou Bas, basque Gamoue (aujourd'hui Camou), localité voisine de Suhast/Zohasti du côté de Saint-Palais, à relier au cas des maisons Suhas, ou alternative gascon camou, terrain fertile ; Saint Jean Bas ; Artiguenave, gascon artiga, essart ou espace de prairie, ici essart nouveau; Hanare ; Darnauticon; Lacoudelle ; Hayet, patronyme dont la distribution des naissances sur un siècle se situe clairement dans les Pyrénées-Atlantiques, et à un moindre degré sur les Landes-voir aussi quartier dit de Lailhet à Guiche-peut-être gascon "alhede", terrain propice à l'ail sauvage-un gros ennui pour le goût du lait…, ou peut-être basque haits, rocher et aussi chêne ? ; Claverie ; Le Moura, gascon moura, mouras, mourac, lieu marécageux ; Souyès, peut-être basque Zuhaitz, arbre ou Zuhaizti, bosquet ?

### Associations culturelles et artistiques
Depuis 2006, Sames est le siège (au quartier Saint-Jean) d'une association dévouée à la promotion et à l'accès de la commune et de sa région environnante aux arts lyriques, l'Association Cantère Liricà ; cette association à caractère entièrement bénévole fait suite à des initiatives privées par des amateurs avertis en matière de chant classique commencées en 2001 (avec une succession de concerts en l'église de Sames, mise à disposition par la paroisse) et a monté ces dernières années en première plusieurs spectacles à Sames, avec le concours de la commune de Sames, de la communauté de communes du pays de Bidache, et du conseil général des Pyrénées Atlantiques ; ont été ainsi créés un spectacle pot-pourri d'airs lyriques, « Recette d'Opéra » (2006), une nouvelle mise en scène et nouvelle mise en musique (adaptée pour des moyens compatibles de nos salles et publics) de « Rita », une opérette comique de Donizetti (3 représentations en 2007 et 2008, à Bidache, et à Sames dans le cadre de la cour des Haras Nationaux, quartier des Îles), une nouvelle mise en scène et nouvelle mise en musique d'un petit opéra féerique de Gluck, « l'Ile de Merlin » (2008, église de Sames, avec le concours de la paroisse), un concert thématique d'extraits d'airs d'opéra « les Divas et les Hommes » (à Bidache, 2009), une nouvelle mise en scène et nouvelle mise en musique d'un opéra de type « turquerie romantique », « la Rencontre Imprévue » (2010, au manège des Éleveurs d'Anglo-Arabes de Sames, quartier des Îles).
Cantère Liricà est aussi très engagée auprès de nos anciens, et organise régulièrement des séances musicales lyriques dans des établissements de la région, ainsi à Biarritz (à plusieurs reprises dont en 2006), Montardon (près de Pau) (2009), Anglet (2010). Cantère Liricà s'efforce aussi de développer des initiatives pour toucher le public des tout jeunes, et a déjà tenu des animations de chant pour des enfants de centre aéré (2007), une séance spéciale expliquant en même temps les à-côtés d'un spectacle en faisant participer le metteur en scène et le conducteur musical (2010), ainsi qu'un atelier de chant introduisant les enfants lors de ses propres séances de travail (2008).

## Équipements
La commune dispose d'une école primaire. Sames dispose aussi d'une équipe de basket (FRJS).